# Al-Mina
Al-Mina (en árabe: 'el puerto') es el nombre moderno que le dio Leonard Woolley a un antiguo puesto comercial en la costa mediterránea del norte de la Gran Siria, en el estuario del río Orontes, cerca de Samandağ, en la provincia turca de Hatay.

## Arqueología
El yacimiento fue excavado en 1936-1937 por Leonard Woolley, quien lo consideró una de las primeras colonias comerciales griegas, fundada poco antes del 800 a. C., en competencia directa con los fenicios del sur. Argumentó que cantidades sustanciales de cerámica griega en el sitio establecieron sus primeras conexiones eubeas, mientras que la cerámica de cocina siria y fenicia reflejaba una mezcla cultural típica de un emporio. Decepcionado por no encontrar un puerto de la Edad de Bronce, Woolley pronto trasladó sus intereses al sitio, más antiguo y urbano, de Alalaj.
Los críticos de Woolley señalan que descartó otras cerámicas utilitarias gruesas sin decorar, y que no se había establecido el número relativo de poblaciones griegas, sirias y fenicias. La controversia sobre si Al-Mina debe considerarse como un sitio sirio nativo, con arquitectura siria y ollas de cocina y una presencia griega, o si fuese un puesto comercial griego de la Edad del Hierro, no se ha resuelto.
Al-Mina ha tenido poco reconocimiento popular. Un trabajo posterior consideró a Al-Mina como clave para comprender el papel de los primeros griegos en el este al comienzo del período orientalizante de la historia cultural griega.
Woolley identificó a Al-Mina con el Posideion de Heródoto, aunque una investigación más reciente sitúa a Posideion en Ras al-Bassit. Robin Lane Fox Robin Lane Fox ha defendido que el verdadero nombre griego del sitio fuera Potamoi Karon, como se menciona en el relato de Diodoro Sículo sobre la devastación a lo largo de la costa por Ptolomeo I Soter en el 312 a. C. Observa un inusual orden de palabras y lo sugiere enlazarlo con karu, 'puesto comercial', en el texto de inscripción de las conquistas de Tiglath-Pileser III, lo que traduciría 'Río (s) de los puestos comerciales'. Woolley, con argumentos distintos, data la extinción final del asentamiento de Al-Mina a finales del siglo IV a. C., quizás destruido durante la construcción del puerto de Seleucia Pieria, justo al norte. Lane Fox sugiere en cambio que este mismo viaje de destrucción a lo largo de la costa fue emprendido por Ptolomeo en 312 a. C.

## Significado
Al-Mina sirvió como un puesto avanzado de las influencias culturales que acompañaron el comercio con Urartu y la ruta más corta de las caravanas a las ciudades asirias de la Alta Mesopotamia. A través de Al-Mina y los comerciantes griegos en Chipre, el alfabeto fenicio y otras tecnologías se transmitieron a Eubea y Grecia continental en el siglo VIII a. C. Al-Mina fue destruido alrededor del 700 a. C., tal vez por Senaquerib, quien reprimió una rebelión en Tarso en el 696 a. C., pero fue reconstruido de inmediato. La cerámica recuperada de los niveles más recientes del yacimiento muestra que una presencia griega permaneció en Al-Mina hasta el siglo IV a. C., con cerámica importada de Mileto e imitada con destreza local, aparentemente por alfareros griegos.